# 西舞鶴駅

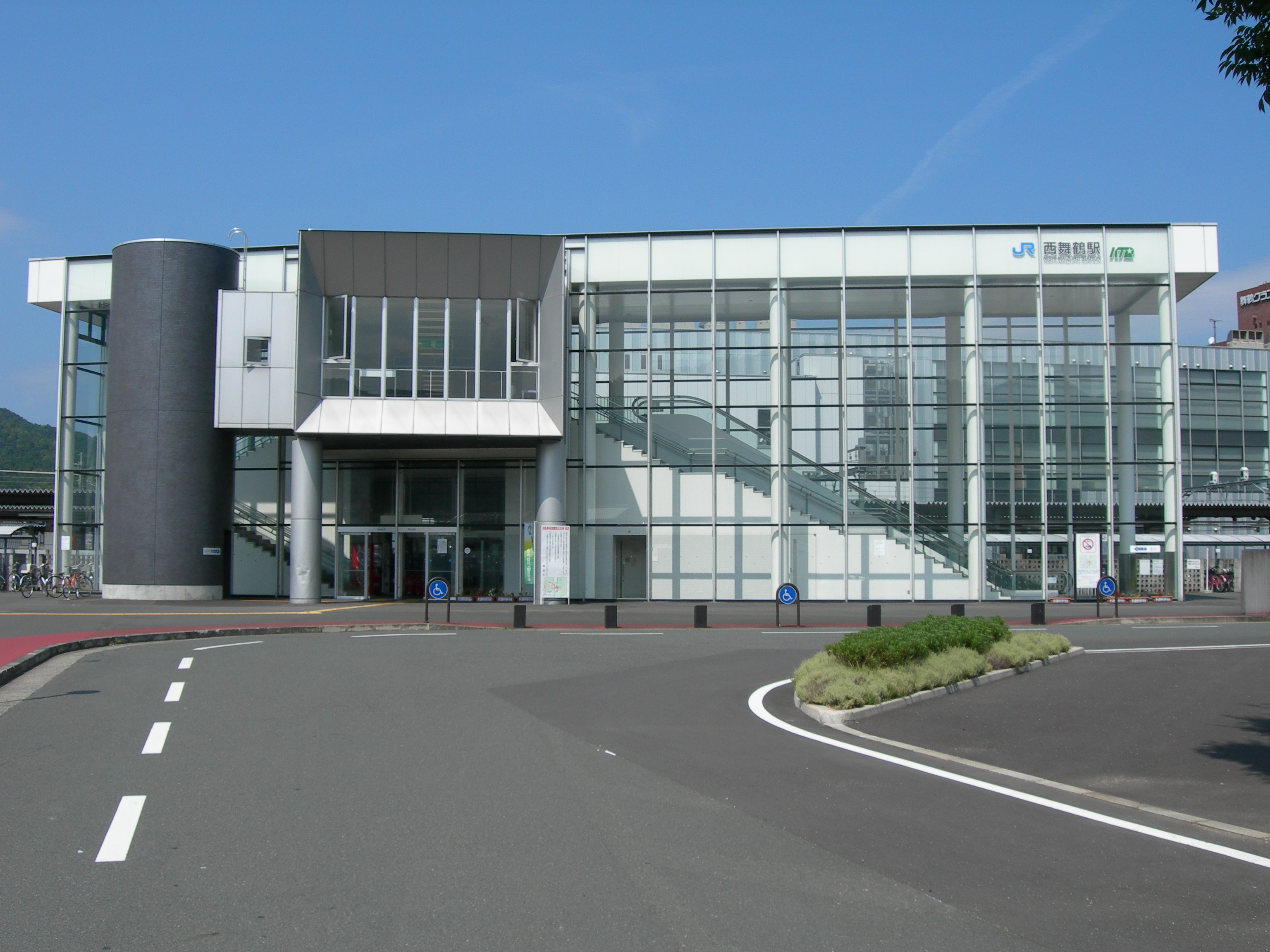
東口（2009年8月）

西舞鶴駅（にしまいづるえき）は、京都府舞鶴市字伊佐津に設置されている、西日本旅客鉄道（JR西日本）・WILLER TRAINS（京都丹後鉄道）の駅である。京都丹後鉄道は駅番号として「M8」を付与した。

## 概要
本駅は西舞鶴市街地における代表駅であり、舞鶴線の列車全てが停車し、京都丹後鉄道の拠点駅にもなっている。日常的な買い物などでの利用の他に、通勤・通学利用も見られる。また京都府北部の中核都市で官公庁が集中する舞鶴市にあって、長距離ビジネス利用も見られる。これらにより、21世紀初頭においては、1日当たり1千人を超える利用者を確保し続けてきた。
1904年に舞鶴駅（まいづるえき）として開業した。舞鶴市の合併・市域拡大に伴い、1944年に西舞鶴駅と改称された。かつては、駅弁が販売されており、その調製元は「鶴寿軒」だったが、2005年に撤退した。

### 乗り入れ路線
JR西日本の舞鶴線と、京都丹後鉄道の宮津線の2路線が乗り入れている。このうち宮津線は、当駅が起点である。ただし「宮舞線」の愛称区間に含まれているため、対外的には「京都丹後鉄道宮舞線」と案内されている。
なお、宮津線は1990年に北近畿タンゴ鉄道へ経営移管される前は日本国有鉄道（国鉄）およびJR西日本の路線であり、舞鶴線と同一事業者の路線であった。

## 歴史

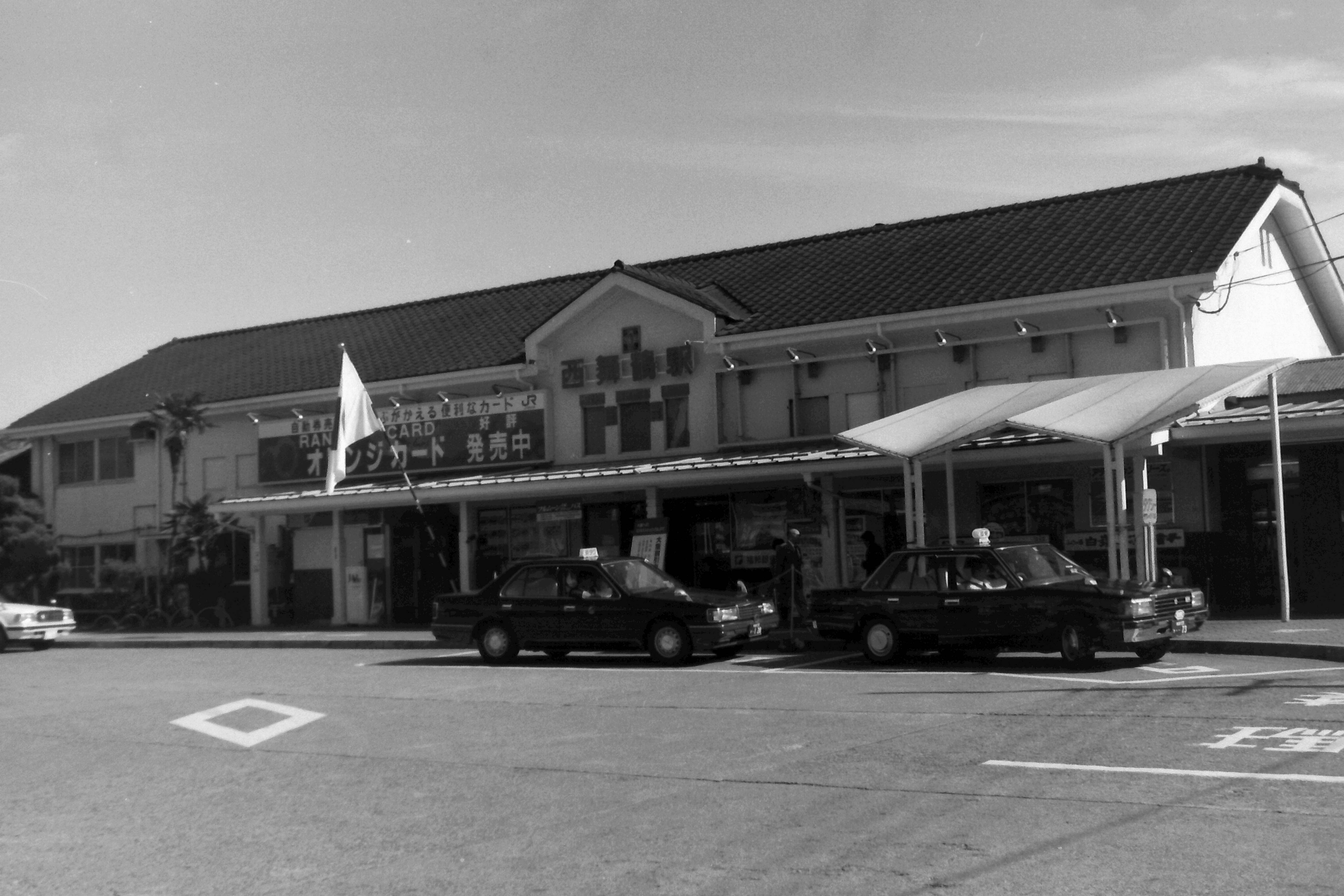
橋上化改築工事前の駅舎（1988年11月）

- 1904年（明治37年）11月3日：官設鉄道の福知山駅 - 綾部駅 - 新舞鶴駅（現在の東舞鶴駅）間および舞鶴駅 - 舞鶴海岸荷扱所（後の舞鶴港駅）間開通と同時に、舞鶴駅（まいづるえき）として開業。即日阪鶴鉄道に貸与され、客貨取扱を開始[2][3]。
- 1907年（明治40年）8月1日：阪鶴鉄道が国有化[4]。
- 1909年（明治42年）10月12日：国有鉄道線路名称制定に伴い、阪鶴線（はんかくせん）の所属駅に変更[5]。
- 1912年（明治45年）3月1日：線路名称改定に伴い、舞鶴線（まいづるせん）の所属駅に変更[6]。
- 1913年（大正2年）4月10日：舞鶴線貨物支線（舞鶴港線）の舞鶴駅 - 海舞鶴駅（後の舞鶴港駅）間の旅客営業開始。
- 1924年（大正13年）4月12日：官設鉄道宮津線（みやづせん）[7][注釈 1]の当駅 - 宮津駅間が開業し[7]、接続駅となった。舞鶴港線の旅客営業廃止。
- 1927年（昭和2年）3月7日：北丹後地震で被災し、宮津線の当駅 - 網野駅間が不通。同月21日に全面復旧[9]。
- 1932年（昭和7年）8月10日：宮津線が全通[10]。
- 1944年（昭和19年）4月1日：西舞鶴駅（にしまいづるえき）に改称[11]。
- 1946年（昭和21年）4月1日：駅構内に西舞鶴機関区（現在の北近畿タンゴ鉄道西舞鶴運転区）開設。
- 1949年（昭和24年）6月1日：日本国有鉄道法施行に伴い、公共企業体日本国有鉄道（国鉄）に移管。
- 1984年（昭和59年）1月21日：貨物取扱廃止[12]。
- 1985年（昭和60年）3月14日：舞鶴港線廃止[13]。
- 1987年（昭和62年）4月1日：国鉄分割民営化に伴い、西日本旅客鉄道（JR西日本）に移管[12]。
- 1990年（平成2年）4月1日：宮津線が北近畿タンゴ鉄道に移管され[8]、JR西日本と北近畿タンゴ鉄道の共同使用駅に変更。
- 1994年（平成6年）：舞鶴鉄道部が当駅構内より綾部駅構内へ移転する。
- 1999年（平成11年）
  - 9月25日：旧駅舎での営業を終了し、現在の橋上駅舎の供用を開始[14]。
  - 10月2日：舞鶴線が電化（直流1500 V）。
- 2001年（平成13年）：第2回近畿の駅百選に選出。
- 2006年（平成18年）7月1日：舞鶴鉄道部廃止に伴う組織改編により、舞鶴線全駅ならびに山陰本線の一部駅を統括する管理駅となる[15]。なお2021年（令和3年）8月時点において、管理駅機能は綾部駅に置かれている。
- 2008年（平成20年）：日本旅行舞鶴支店が閉店
- 2015年（平成27年）
  - 3月14日：舞鶴線に路線記号の本格導入開始[16]。
  - 4月1日：宮津線がWILLER TRAINS（京都丹後鉄道）に移管され、京都丹後鉄道宮舞線に改称[8][17]。同時に駅番号を設定[1]。
- 2019年（平成31年・令和元年）
  - 2月12日：この日を以てみどりの窓口が営業終了。
  - 2月13日：みどりの券売機プラスが稼働開始。
- 2021年（令和3年）3月13日：舞鶴線で「ICOCA」のサービス供用開始[18][19]。
- 2022年（令和4年）
  - 6月1日：管理駅が綾部駅から福知山駅へ変更となる。
  - 10月1日：組織改正により、近畿統括本部福知山管理部の管轄となる。

## 駅構造

### JR西日本
単式ホーム1面1線と島式ホーム1面2線、合計2面3線のホームを有する直営駅である。橋上駅舎を持ち東西両側から駅舎に入ることができる。改札口は2階中央部に設けられている。
単式ホーム側が4番のりば、島式ホームが2・3番のりばである。欠番の1番線は、2番線の横にホームの無い留置線として存在し、東舞鶴駅から回送されてきた特急「まいづる」の待機などの際に使われている。下り本線は4番のりば、上り本線は3番のりばだが、いずれのホームも宮津線を含めた3方向からの出入りが可能である。ただし、1番線（留置線）の宮津方面への出発信号機は使用を停止しており、宮津方面から1番線への出入りは不可能な状態にある。
JR4番のりばと丹鉄線のりばの間には柵が設けられているものの、丹鉄線改札口を経由した連絡通路を介して、相互の平面乗り換えが可能である。丹鉄駅舎が無人化される時間帯は連絡通路が閉鎖されるため、一旦、JRの改札口を出て丹鉄の改札口へ回らなければならない。2011年3月11日までは連絡通路横の夜間専用乗り換え口での乗り換えが可能だったものの、閉鎖された。もっとも、4番のりばへの列車の発着は昼間は少なく、JR列車はもっぱら2・3番のりば発着で運用されるため、平面乗り換えできるケースは少ない。
1999年9月25日に橋上駅舎化され、改札口前にはキヨスクも併設されたが2015年12月29日に閉店。2017年1月11日にセブン-イレブンキヨスクとして営業を再開したものの、2020年11月末をもって当店舗も閉店した。西駅交流センター2階部分にはテレビが備え付けられた待合室や京都府中丹広域振興局旅券窓口が設置されている。1階部分には地元の名産品やレンタサイクルなどを取り扱うまいづる観光ステーションが営業している。2021年3月13日よりICOCAなどの交通系ICカードが使用できるようになった。
長らく交通の要衝として栄え、広い構内には西舞鶴機関区や舞鶴鉄道部など運転関係の重要施設が多く設けられていた。舞鶴線電化開業にあわせて多数あった側線は1本（前述の1番線）のみとなり、旧貨物ヤード跡地には国家公務員西舞鶴合同宿舎が建設された。また別区画は戸建て住宅用に宅地造成されたものの、ほとんどの土地は未利用地として残されたままである。
なおバザールタウン舞鶴がある場所は鉄道関連の跡地ではなく、旧グンゼ舞鶴工場の跡地である。

#### のりば
| のりば | 路線   | 方向 | 行先                   | 備考           |
| ------ | ------ | ---- | ---------------------- | -------------- |
| 2      | 舞鶴線 | 下り | 東舞鶴・敦賀方面       |                |
| 2      | 舞鶴線 | 上り | 綾部・福知山・京都方面 | 朝晩の普通のみ |
| 3      | 舞鶴線 | 上り | 綾部・福知山・京都方面 |                |
| 4      | 舞鶴線 | 下り | 東舞鶴・敦賀方面       | 一部列車のみ   |
| 4      | 舞鶴線 | 上り | 綾部・福知山・京都方面 | 一部列車のみ   |

付記事項
- 主に東舞鶴方面行き（下り）は2番のりば、綾部方面行き（上り）は3番のりばを使用する。
- 4番のりばは原則として朝と晩しか使われない。

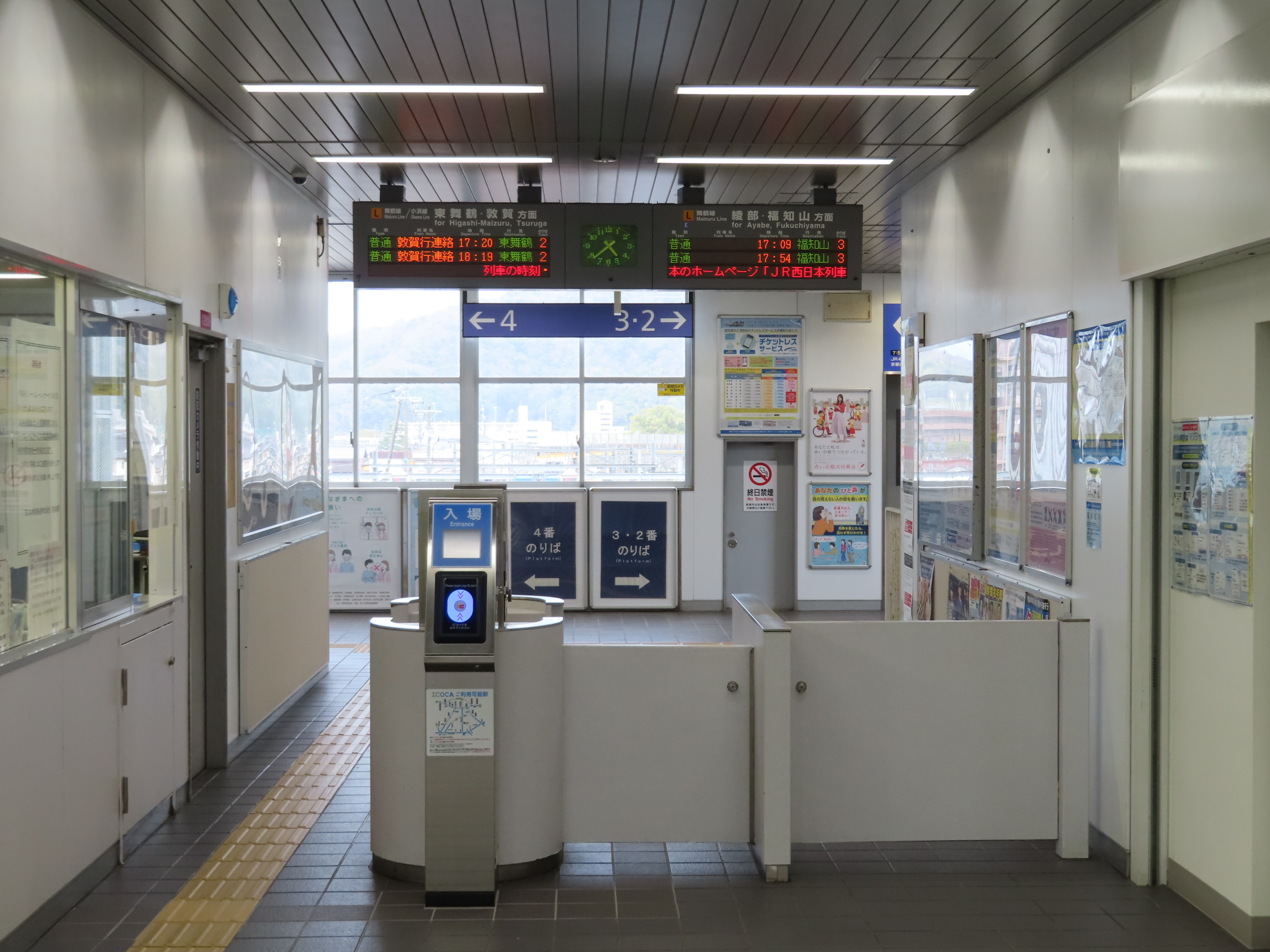
改札口（2022年3月、JRのりば）

### 京都丹後鉄道
JRの単式ホーム反対側の綾部寄りを切り欠いた、1面1線を有する地上駅である。改札口は西寄り1階に設けられている。直営駅であり、同線内に15駅存在する有人駅の1つだが、窓口は日中のみしか営業しない。駅東側には京都丹後鉄道の車両・乗務員基地である西舞鶴運転所もある。2009年3月13日まではJRホームに発着するKTRの列車も見られたが、翌日の改正でKTR線の列車は自社ホームのみで発着する運用へと変更された。

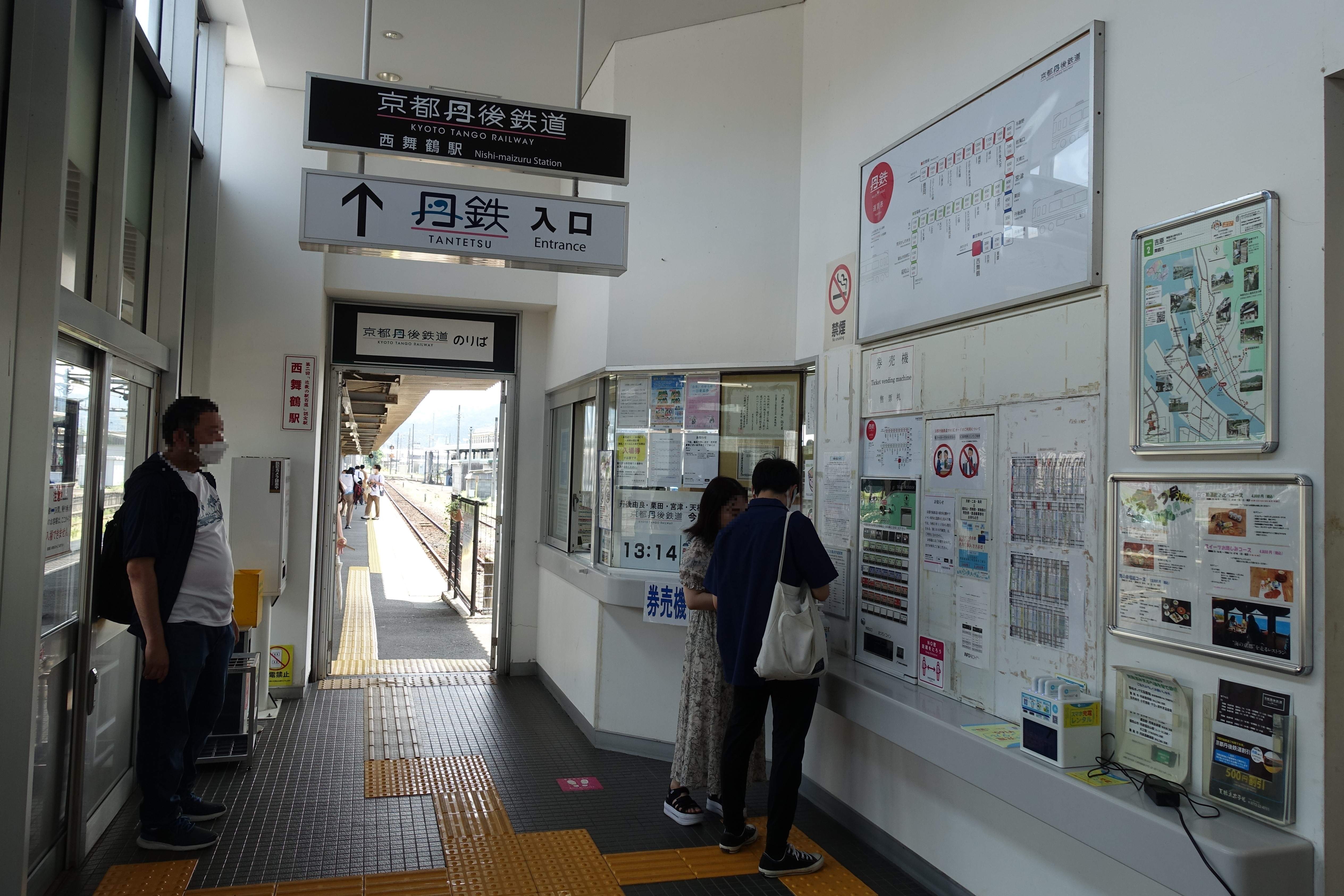
入口（2022年7月、丹鉄のりば）
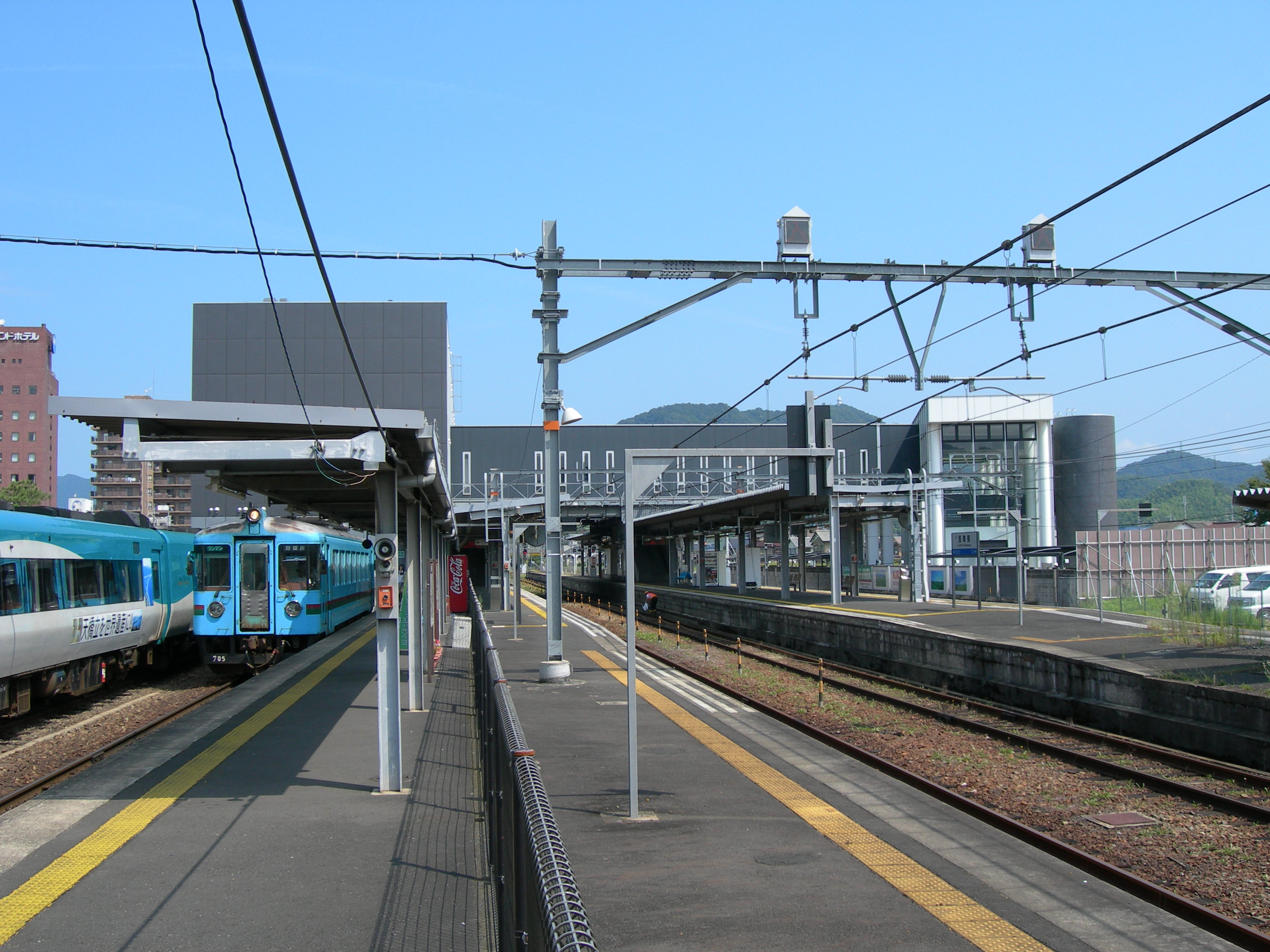
ホーム（JRのりばと丹鉄のりばが、柵で仕切られている）

## 利用状況
JR西日本の2023年度の1日当たりの利用者数は2,442人、京都丹後鉄道は365人。
1日平均乗車人員の推移は下記の通り。平成29年（2017年）度の1日平均乗車人員データは国土交通省西舞鶴駅東口未利用地活用サウンディング案件添付資料 より。
| 年度   | 1日平均乗車人員 | 1日平均乗車人員 |
| 年度   | JR西日本        | 京都丹後鉄道    |
| ------ | --------------- | --------------- |
| 1999年 | 1,411           | 578             |
| 2000年 | 1,411           | 633             |
| 2001年 | 1,384           | 600             |
| 2002年 | 1,342           | 436             |
| 2003年 | 1,288           | 433             |
| 2004年 | 1,244           | 384             |
| 2005年 | 1,266           | 367             |
| 2006年 | 1,255           | 340             |
| 2007年 | 1,260           | 458             |
| 2008年 | 1,178           | 745             |
| 2009年 | 1,121           | 682             |
| 2010年 | 1,151           | 619             |
| 2011年 | 1,249           | 486             |
| 2012年 | 1,351           | 362             |
| 2013年 | 1,419           | 367             |
| 2014年 | 1,408           | 403             |
| 2015年 | 1,415           | 374             |
| 2016年 | 1,455           | 400             |
| 2017年 | 1,487           | 392             |
| 2018年 | 非公表          | 356             |
| 2019年 | 非公表          | 361             |

## 駅周辺
西舞鶴駅の西口は、旧西舞鶴駅の改札口であった。1999年に橋上駅舎化された事に伴い、西口と東口が新設された。市街地が形成されているのは西口側であり、駅前に舞鶴城（田辺城）の物見櫓が移設され、近隣にはビジネスホテルや飲食店がある。
冬季は、ポリテクカレッジ京都（京都職業能力開発短期大学校）の学生によるイルミネーションの展示が行われる。

### 西口
- 舞鶴城（田辺城）
- 円隆寺
- 朝代神社 - 旧府社
- 本行寺[26][27] - 京極高知の菩提寺
- 桂林寺
- 舞鶴市役所西支所
- 京都地方裁判所舞鶴支部
- 京都府舞鶴警察署
- 京都府立西舞鶴高等学校
- 舞鶴蒲鉾協同組合
- 京都銀行西舞鶴支店
- 福井銀行舞鶴支店
- 福邦銀行舞鶴支店
- 京都北都信用金庫舞鶴中央支店
- 日本政策金融公庫舞鶴支店
- 日本交通西舞鶴営業所

### 東口
- 倉谷工業団地
  - ケンコーマヨネーズ西日本工場
  - 日之出化学工業舞鶴工場
- バザールタウン舞鶴

## バス路線
バスは西口のロータリー付近に発着する。
一般路線バス
- 京都交通
  - 東西循環線（左回り）
    - 白鳥団地前・東舞鶴駅前 行

  - 東西循環線（右回り）
    - 中舞鶴・東舞鶴駅前 行

  - 市内線
    - 雁又センター前 行

  - 和田線
    - 和田・東舞鶴駅前 行

  - 真倉線
    - 真倉 行

  - 大江線
    - 日赤病院前 行、福井小学校口 行、大江駅前 行
- 舞鶴市内自主運行バス[28]
  - 青井校区バス
    - 白杉 行

  - 池内バス
    - 日赤病院前 行、岸谷 行

高速バス
- 〜海の京都〜舞鶴赤れんがエクスプレス号 （東舞鶴 - 西舞鶴 - 京都駅）
- 大阪梅田線 （東舞鶴 - 西舞鶴 - 綾部駅前 - 阪急梅田）
- 大阪なんば線 （東舞鶴 - 西舞鶴 - 大阪なんば）
- 神戸線 （東舞鶴 - 西舞鶴 - 神戸三宮）

## 隣の駅
西日本旅客鉄道（JR西日本）
 舞鶴線
- 特急「まいづる」停車駅

■普通
真倉駅 - 西舞鶴駅 - 東舞鶴駅
WILLER TRAINS（京都丹後鉄道）
■宮舞線（宮津線）
快速（上り到着列車のみ）
西舞鶴駅 (M8) ← 丹後由良駅 (M12)
快速「丹後あおまつ」（下りのみ運転）・普通
西舞鶴駅 (M8) - 四所駅 (M9)